# Ermita del Roser (Albaida)
L'ermita del Roser d'Aljorf és una ermita situada en al barri de Aljorf, en el municipi d'Albaida. És un Bé de Rellevància Local amb identificador nombre 46.24.006-012.

## Història i descripció

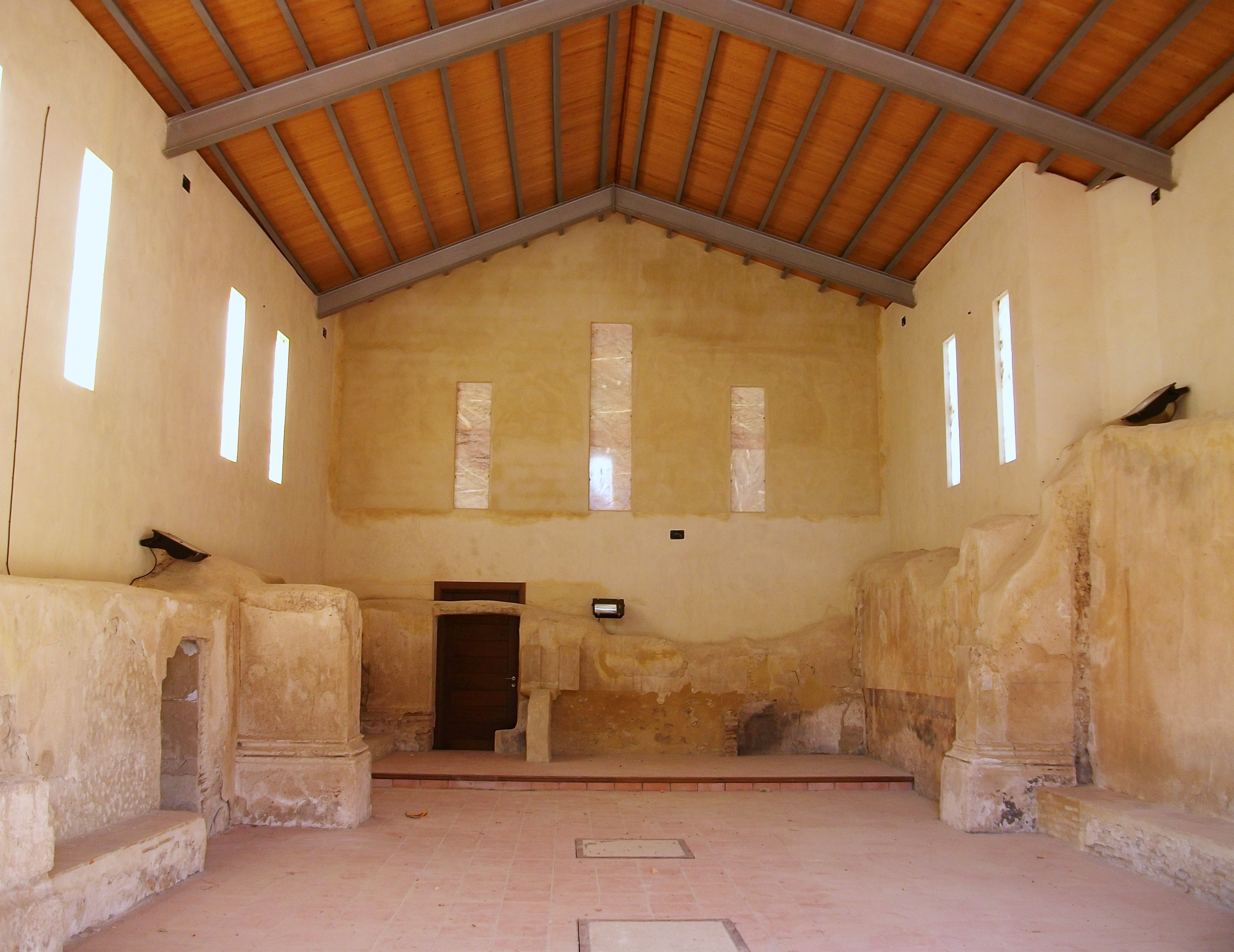
Interior (gener de 2012).

El temple es trobava lleugerament separat del caseriu d'Aljorf. Es tractava d'un edifici totalment exempt. Era un petit temple d'origen molt antic, una de les anomenades esglésies de Reconquesta. Va ser reedificat totalment al segle xix.
L'ermita va ser enderrocada en 2002 i d'ella només van quedar part dels seus paraments exteriors. Era un edifici blanquejat, amb frontó rematat en espadanya amb campana i un retaule ceràmic amb la imatge de la Mare de Déu del Roser. Des de 2005 s'ha emprès la reconstrucció de l'edifici.